# La Costa (Oaxaca)

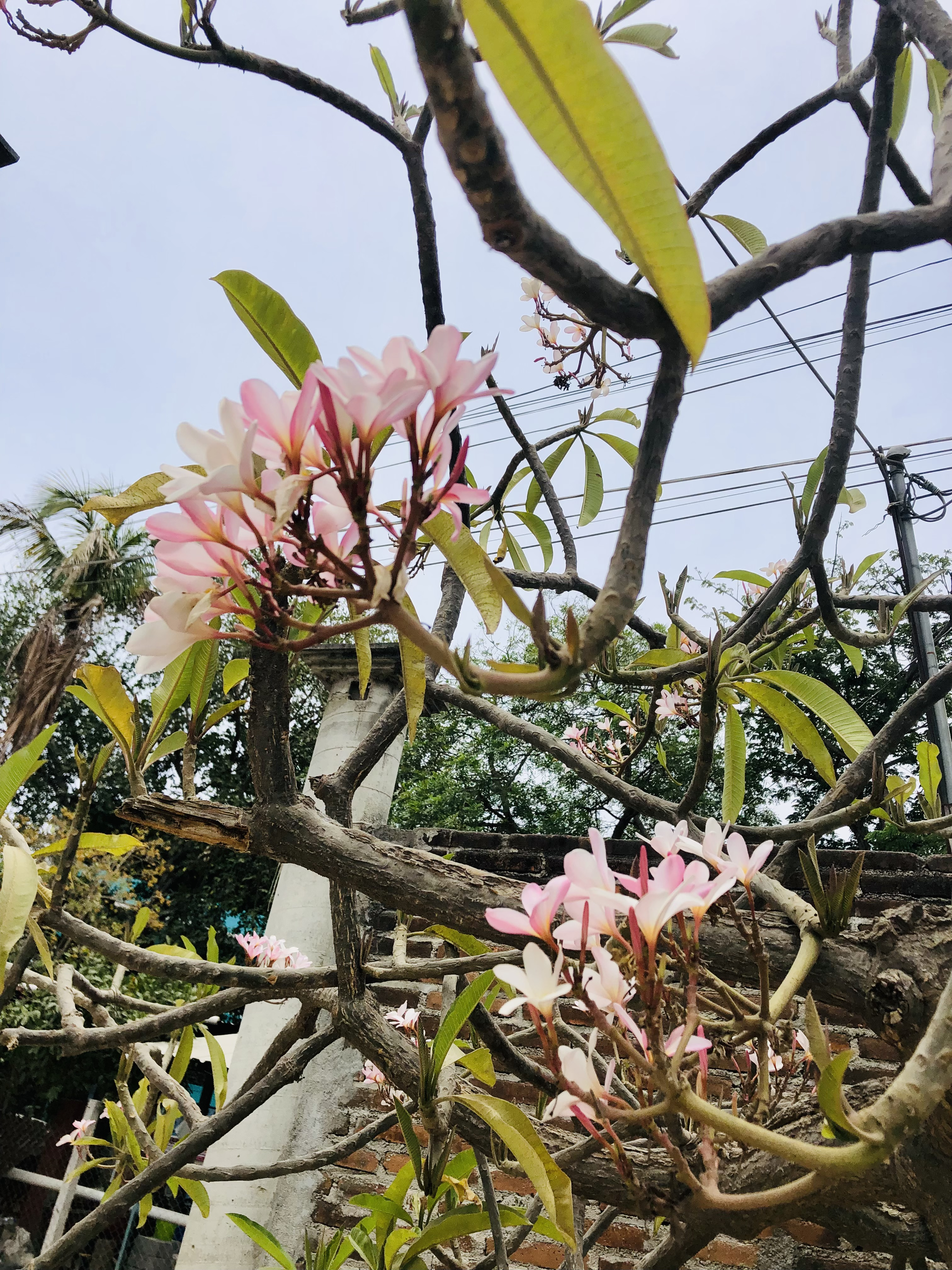
Flor de mayo de la comunidad de Pochutla

La Costa es la región sur del estado de Oaxaca litoral del océano Pacífico. Es una importante región turística a nivel nacional; en ella se hallan las playas de Puerto Escondido, Puerto Ángel y Huatulco, además de Santa Catarina Juquila, que es el tercer mayor centro religioso de México.

## Geografía
Se encuentra formada por tres distritos: Jamiltepec, Juquila y Pochutla, que comprenden un total de 50 municipios. Posee una superficie de total 11605.06 km² además de una extensión de 12, 502 km², colindando al norte con la Región Sierra Sur, al este con la Región Istmo de Tehuantepec, al oeste con el Estado de Guerrero y al sur con el Océano Pacífico.

## Economía
La población se dedica principalmente al turismo, agricultura y pesca. En el distrito de Pochutla se cultiva uno de los mejores cafés del mundo, el de Pluma Hidalgo. En otras partes de la región se explota el limón para hacer y exportar el aceite esencial de limón, que es materia prima para hacer perfumes y medicinas; y también la madera de pino y encino para hacer triplay. La ganadería extensiva es una fuente importante de ingresos. Se realiza a poca escala la explotación de hierro, cobre, magnesio y titanio.
El mayor potencial es el turismo, dado que ahí se encuentran las Bahías de Huatulco y Puerto Escondido esta razón las comunicaciones han tenido un fuerte impulso, destacándose la construcción de aeropuertos, puertos turísticos e importantes carreteras.

## Municipios por Índice de Desarrollo Humano
La siguiente lista ordena los municipios de la región Costa del Estado de Oaxaca, de acuerdo a su nivel de desarrollo humano, según el Informe sobre Desarrollo Humano Municipal en México del PNUD con datos del 2015. Adicionalmente se puede observar su población según el censo de 2015 realizado por el INEGI.
| Desarrollo Humano Alto  |                                      |       |        |
| 1°                      | Santa María Huatulco                 | 0.737 | 45 680 |
| 2°                      | San Pedro Mixtepec -Dtto. 22-        | 0.723 | 48 336 |
| Desarrollo Humano Medio |                                      |       |        |
| 3°                      | Santa María Colotepec                | 0.695 | 24 076 |
| 4°                      | Santiago Pinotepa Nacional           | 0.695 | 53 148 |
| 5°                      | San Juan Cacahuatepec                | 0.687 | 8 855  |
| 6°                      | San Juan Bautista Lo de Soto         | 0.681 | 2 593  |
| 7°                      | Santiago Llano Grande                | 0.678 | 3 284  |
| 8°                      | San Andrés Huaxpaltepec              | 0.674 | 6 168  |
| 9°                      | Santiago Jamiltepec                  | 0.674 | 19 201 |
| 10°                     | San Pedro Pochutla                   | 0.673 | 47 476 |
| 11°                     | Villa de Tututepec de Melchor Ocampo | 0.657 | 46 152 |
| 12°                     | San Gabriel Mixtepec                 | 0.651 | 4 836  |
| 13°                     | San Sebastián Ixcapa                 | 0.648 | 4 072  |
| 14°                     | Santa María Huazolotitlán            | 0.647 | 11 400 |
| 15°                     | San Pedro Juchatengo                 | 0.646 | 1 561  |
| 16°                     | San Miguel Tlacamama                 | 0.646 | 3 662  |
| 17°                     | San José Estancia Grande             | 0.643 | 1 059  |
| 18°                     | Mártires de Tacubaya                 | 0.642 | 1 424  |
| 19°                     | Santa Catarina Juquila               | 0.641 | 15 987 |
| 20°                     | Santa María Cortijo                  | 0.635 | 1 075  |
| 21°                     | Pinotepa de Don Luis                 | 0.631 | 6 893  |
| 22°                     | Santos Reyes Nopala                  | 0.624 | 17 583 |
| 23°                     | Santa María Tonameca                 | 0.623 | 25 130 |
| 24°                     | San Pedro Jicayán                    | 0.622 | 12 387 |
| 25°                     | Santo Domingo Armenta                | 0.612 | 3 469  |
| 26°                     | San Juan Colorado                    | 0.609 | 10 030 |
| 27°                     | San Miguel del Puerto                | 0.608 | 8 362  |
| 28°                     | San Agustín Chayuco                  | 0.607 | 4 099  |
| 29°                     | Santiago Tetepec                     | 0.602 | 4 994  |
| 30°                     | San Juan Lachao                      | 0.600 | 4 677  |
| 31°                     | San Baltazar Loxicha                 | 0.594 | 2 996  |
| 32°                     | Pluma Hidalgo                        | 0.591 | 2 871  |
| 33°                     | Santa Catarina Mechoacan             | 0.590 | 4 460  |
| 34°                     | San Lorenzo                          | 0.589 | 6 101  |
| 35°                     | San Antonio Tepetlapa                | 0.577 | 4 245  |
| 36°                     | Candelaria Loxicha                   | 0.575 | 10 497 |
| 37°                     | Santiago Tapextla                    | 0.575 | 3 208  |
| 38°                     | San Miguel Panixtlahuaca             | 0.570 | 6 422  |
| 39°                     | Santa Catarina Loxicha               | 0.569 | 3 905  |
| 40°                     | Tataltepec de Valdés                 | 0.567 | 5 869  |
| 41°                     | San Juan Quiahije                    | 0.563 | 4 286  |
| 42°                     | San Pedro Atoyac                     | 0.562 | 4 539  |
| 43°                     | San Bartolomé Loxicha                | 0.557 | 2 337  |
| 44°                     | Santo Domingo de Morelos             | 0.553 | 10 738 |
| Desarrollo Humano Bajo  |                                      |       |        |
| 45°                     | San Mateo Piñas                      | 0.550 | 2 084  |
| 46°                     | San Pedro el Alto                    | 0.543 | 3 551  |
| 47°                     | San Agustín Loxicha                  | 0.541 | 24 467 |
| 48°                     | Santa María Temaxcaltepec            | 0.520 | 2 571  |
| 49°                     | Santiago Ixtayutla                   | 0.505 | 13 041 |
| 50°                     | Santiago Yaitepec                    | 0.503 | 4 352  |

## Grupos culturales
La población que actualmente habita la costa es mestiza, afromestiza, indígenas mixtecos, amuzgos, chatinos, zapotecos, así como extranjeros.
En esta región, en San Juan Cacahuatepec, nació el más célebre trovador oaxaqueño: Álvaro Carrillo.